# EuroRAP
| Puesto según cantidad de ventas de vehículos en 2017 | País           | Número estimado de muertes viales cada 100.000 habitantes, 2018 |
| ---------------------------------------------------- | -------------- | --------------------------------------------------------------- |
| 1                                                    | China          | 18.2                                                            |
| 2                                                    | Estados Unidos | 12.4                                                            |
| 3                                                    | Japón          | 4.1                                                             |
| 4                                                    | India          | 22.6                                                            |
| 5                                                    | Alemania       | 4.1                                                             |
| 6                                                    | Reino Unido    | 3.1                                                             |
| 7                                                    | Francia        | 5.5                                                             |
| 8                                                    | Brasil         | 19.7                                                            |
| 9                                                    | Italia         | 5.6                                                             |
| 10                                                   | Canadá         | 5.8                                                             |

El Programa Europeo de Evaluación de Carreteras o European Road Assessment Programme (EuroRAP) es una ONG internacional registrada en Bélgica. Opera desde Basingstoke (Hampshire).
En colaboración con organizaciones de automovilismo nacional y autoridades locales, EuroRAP evalúa carreteras en Europa para mostrar si protegen la vida en el caso de un accidente. Es un programa hermanado con EuroNCAP, y busca mejorar la seguridad vial a través del diseño de las carreteras. EuroRAP actualmente tiene programas activos en 29 países, mayoritariamente en Europa.
EuroRAP es financieramente apoyada por la FIA Fundación para el Automóvil y Sociedad, el Programa de Valoración de Carreteras Internacional, y la Asociación europea de Fabricantes de Motor. Los programas son típicamente auto-financiados por asociaciones de automóvil de los países y gobiernos nacionales. Ciertos proyectos concretos reciben financiación del Banco Mundial, Ayudas a la Seguridad Vial Global, e instituciones como la Comisión europea.
EuroRAP ha recibido tres Premios Príncipe Michael de Seguridad Vial Internacional; el primero en 2004 por fundar el programa europeo, el segundo en 2009 por fundar el Programa de Valoración de Carretera Internacional, y el tercero en 2014.

## Objetivos y filosofía
EuroRAP tiene como objetivos el reducir las colisiones de tráfico y hacer los que ocurren sean lo menos dañinos posibles. Sus objetivos formales son:
- Reducir la muerte y el daño severo en las carreteras de Europa, identificando problemas de seguridad;
- Asegurar que la valoración del riesgo es siempre considerada en la toma de decisiones estratégicas sobre mejoras de rutas;
- Forjar alianzas entre aquellos responsables de un sistema de carretera seguro (organizaciones de automovilismo, fabricantes de vehículo y autoridades de carretera).

EuroRAP apoya el Decenio de Acción para la Seguridad Vial de la ONU de 2011–2020.

## Contenido que elabora
EuroRAP es una organización con miembros tanto de países de altos ingresos como de países en vías de desarrollo.

### Mapa de riesgo
Basado datos de tráfico y accidente reales, realizan mapas con códigos de colores que muestran el rendimiento de seguridad de una carretera. Los mapas pueden ser producidos según la audiencia objetivo. Estos incluyen:
- Accidentes por km
- Los accidentes por km viajados
- Costes de accidente por km y por km viajados
- Ahorros de accidente potencial por km y por el km viajados

El riesgo es mostrado en códigos de colores desde riesgo alto (negro), a riesgo bajo (verde).

### Ranking por estrellas
Los rankings de estrellas se utilizan para evaluar la calidad de una infraestructura de carretera a la hora de proteger a los usuarios en caso de accidente. Esto proporciona la base para apuntar secciones de riesgo alto para la mejora de las vías en favor de la seguridad vial.

## Los países y las organizaciones implicadas
Hay 29 países actualmente implicados en EuroRAP. Los países por sí mismos no son miembros, sino que son las organizaciones automovilísticas nacionales los representantes de cada estado.
En esta lista se muestran los países implicados, con el año en el que se unieron y la organización que les hizo implicarse.
- 2002: Bélgica (EuroRAP anteriormente operado de Bruselas, también TCB)
- 2002: Países Bajos (ANWB)
- 2002: Alemania (ADAC)
- 2003: Suecia (Motormännens riksförbund)
- 2002: Reino Unido (Fundación de Seguridad Vial)
- 2003: República de Irlanda (NRA)
- 2003: Francia (ACAFA)
- 2003: España (RACE, Real Automóvil Club de España)
- 2003: Suiza (TCS)
- 2003: Finlandia (Autoliitto)
- 2003: Eslovenia (AMZS, Coche-Moto Zveza Slovenije)
- 2003: Noruega (NAF)
- 2003: Austria (ÖAMTC, Österreichische Automobil, Motorrad und Touring Club)
- 2004: Italia (ACI)
- 2004: Islandia (FIB, Félag íslenskra bifreiðaeigenda)
- 2005: Croacia (HAK)
- 2005: República Checa (UAMK)
- 2005: Eslovaquia (SATC, Slovensky Autoturist Klub)
- 2006: Polonia (Universidad de Gdańsk)
- 2007: Serbia (AMSS)
- 2007: Bosnia y Herzegovina (BIHAMK)
- 2007: Macedonia (AMSM)
- 2007: Polonia (PZM)
- 2008: Montenegro (AMSCG, Auto-moto Savez Crne Gore)
- 2010: Grecia (ELPA)
- 2011: Portugal (ACP, Automóvel Club de Portugal)
- 2011: Israel (MEMSI)
- 2011: Albania (ACA, Club de Automóvil de Albania)
- 2012: Bielorrusia (BKA)